# 4e arrondissement de Paris
Pour l’article homonyme, voir Ancien 4e arrondissement de Paris.
Ne doit pas être confondu avec Paris IV.
Le 4e arrondissement de Paris se situe sur la rive droite de la Seine. Il est bordé à l'ouest par le 1er arrondissement, au nord par le 3e arrondissement, à l'est par les 11e et 12e arrondissements et au sud par la Seine et le 5e arrondissement. La partie orientale de l'île de la Cité ainsi que l'île Saint-Louis font elles aussi partie du 4e arrondissement.
Aux termes de l'article R2512-1 du code général des collectivités territoriales (partie réglementaire), il porte également le nom d'« arrondissement de l'Hôtel-de-Ville », mais cette appellation est rarement employée dans la vie courante.
La loi du 28 février 2017 sur le statut de Paris et l’aménagement métropolitain prévoit le regroupement des conseils et des services des quatre arrondissements centraux après les élections municipales de 2020. Cette nouvelle entité prend le nom de Paris Centre.

## Historique
Les premières habitations sur l'île de la Cité datent peut-être de l'époque gauloise. À l'époque romaine, l'île de la Cité est reliée aux deux rives par des ponts se situant à l'emplacement de l'actuel Petit Pont et du pont Notre-Dame. Le tracé de la rue Saint-Martin correspond à celui de la principale voie romaine.
L'extension des habitations sur la rive droite remonte au Ve siècle avec la construction du sanctuaire de Saint-Gervais. Au IXe siècle, Saint-Gervais est protégé par une enceinte qui devait probablement se situer au niveau de la rue de Rivoli et s'étendre jusqu'à la Seine, de la rue des Barres à la rue de la Tacherie. Le bourg se développe autour du marché de Grève (actuelle place de l'Hôtel-de-Ville) à partir du XIe siècle.
En 1111, la Cité est pillée par Robert Ier, comte de Meulan, qui détruit les deux ponts de l'île. Louis VI décide de reconstruire plus à l'ouest le pont de la rive droite et de le protéger par un châtelet. La construction de ce nouveau pont à l'emplacement de l'actuel pont au Change entraîne l'apparition d'un nouveau quartier autour du Châtelet où se sont installés les bouchers.

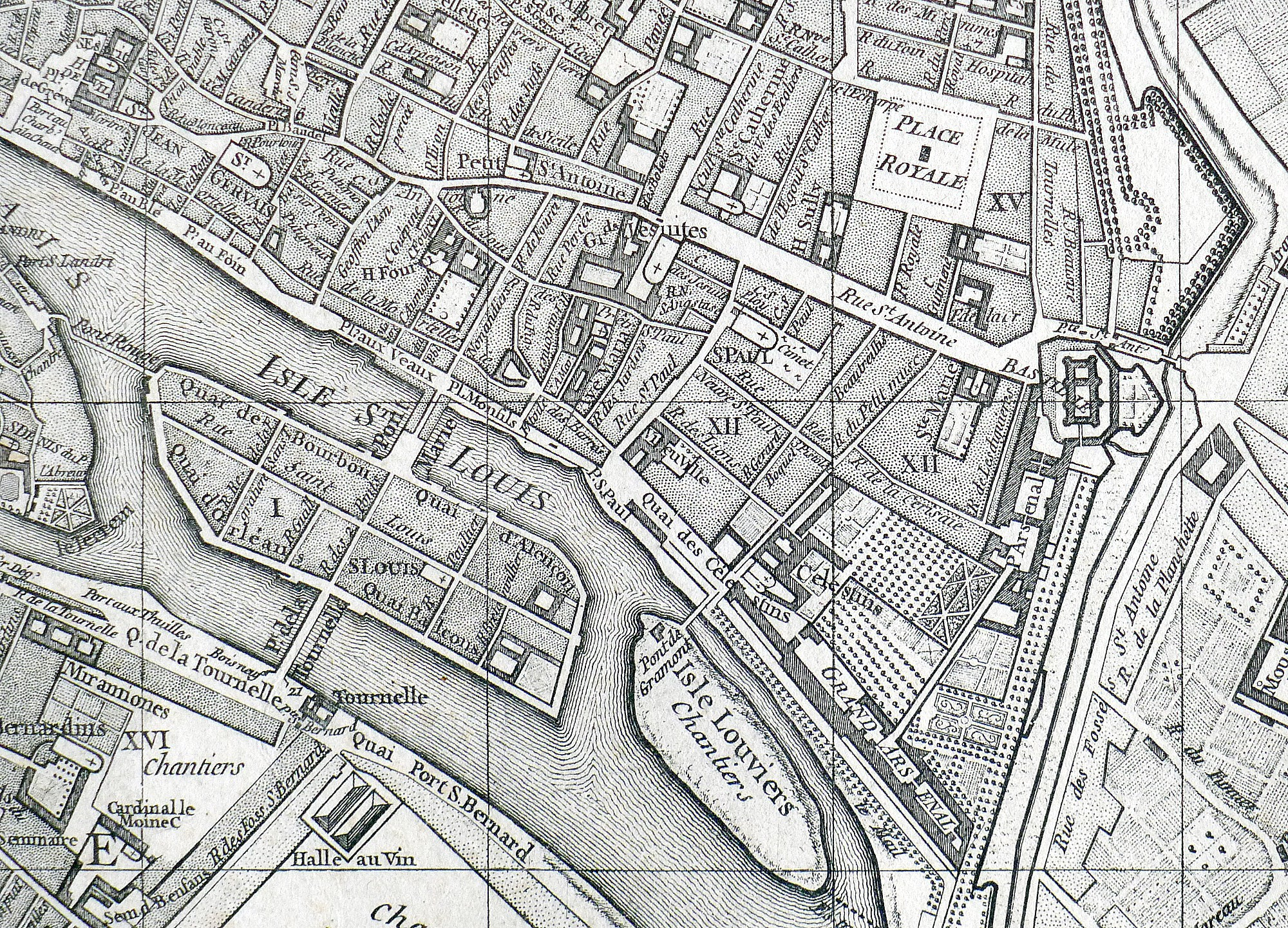
Le 4e arrondissement sur le plan de Vaugondy (1760).

L'île Saint-Louis, résultat de l'union au Moyen Âge de l'île Notre-Dame et de l'île aux Vaches, était jusqu'au début du XVIIe siècle un espace inhabité réservé au pâturage pour le bétail. Elle a été intégralement lotie sous le règne de Louis XIII (1610-1643). C'est à cette époque qu'elle a pris son nom actuel en l'honneur du roi.
Lors du premier découpage de Paris en arrondissements par le décret du 19 vendémiaire an IV (11 octobre 1795), l'actuel 4e arrondissement correspondait à l'ancien 9e arrondissement (partie sud de l'actuel 4e arrondissement), à une toute petite partie du 6e arrondissement (la partie comprise entre la rue Saint-Martin et l'actuel boulevard Sébastopol), à une partie du 7e arrondissement (la zone située aujourd'hui entre la place de l'Hôtel de Ville et le Châtelet ainsi que la plus grande partie de la zone située au nord de l'actuelle rue de Rivoli-rue Saint-Antoine) et à une toute petite partie du 8e arrondissement (la partie la plus au Nord et à l'Est de l'actuel 4e arrondissement avec la place des Vosges).
L'insurrection républicaine à Paris en juin 1832, qui avait choisi de s'adosser aux funérailles du général Lamarque, fut cernée et écrasée dans le quartier Saint-Merri.
Les limites actuelles du 4e arrondissement ont été fixées en 1860, sous le Second Empire, à la suite de la loi du 16 juin 1859 donnant lieu à un nouveau découpage de Paris en 20 arrondissements.

Découpage administratif actuel de l'arrondissement en différents quartiers.

Depuis la fin du XIXe siècle, le quartier du Marais est notamment habité par une importante communauté juive ; la rue des Rosiers en est la place principale : on y trouve en grande partie des restaurants cachers et des magasins illustrant la culture juive. Ils sont de plus en plus remplacés par des magasins de vêtements depuis que la rue a été rénovée au début des années 2000.
Depuis les années 1990, une communauté homosexuelle aujourd'hui importante est venue s'installer dans le quartier de l'hôtel de ville avec un certain nombre de bars et de restaurants arborant le drapeau arc-en-ciel de la communauté, notamment rue des Archives et dans les rues bordant le Bazar de l'Hôtel de Ville.
Pierre-Charles Krieg, héros de la résistance, a été élu maire de l'arrondissement en 1983 sous l'étiquette du RPR. Réélu en 1989 et en 1995, il a démissionné quelques mois avant sa mort en juin 1997. On lui doit notamment l'aménagement de l'espace des Blancs Manteaux qui porte son nom.

## Quartiers administratifs
- Quartier Saint-Merri (13e quartier de Paris) ;

Les quartiers du 4e arrondissement.

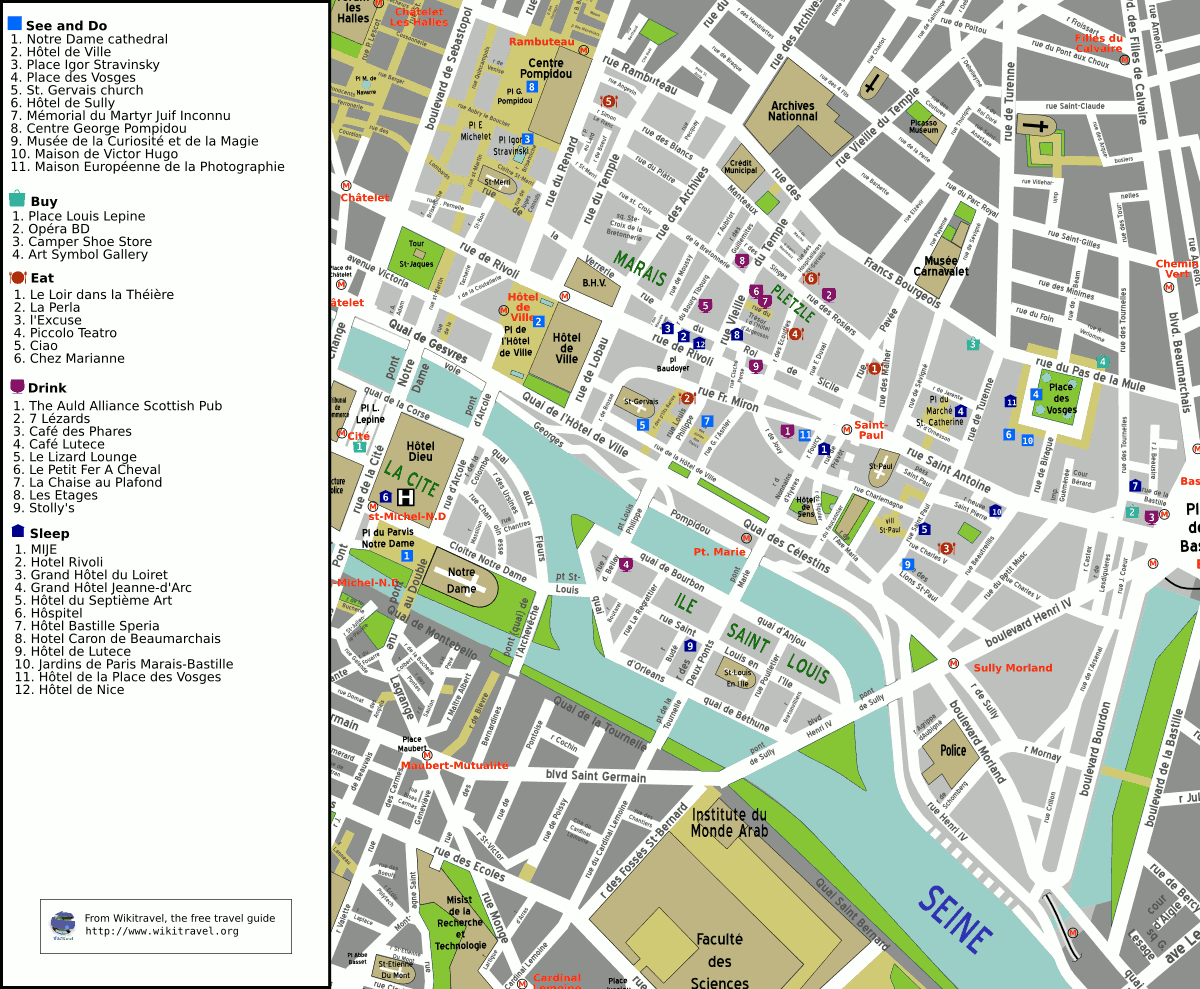
Plan du 4e arrondissement.

- Quartier Saint-Gervais (14e quartier de Paris) ;
- Quartier de l'Arsenal (15e quartier de Paris) ;
- Quartier Notre-Dame (16e quartier de Paris).

## Démographie
En 2006, la population était de 29 138 habitants pour 160 hectares, soit une densité moyenne de 18 211 hab./km2. La « population légale » avec doubles comptes, établie par l'Insee, valable à partir du 1er janvier 2010 est de 28 868 (ce qui correspond à la population estimée en 2007).
| Année (recensement national) | Population | Densité (hab. par km2) |
| ---------------------------- | ---------- | ---------------------- |
| 1861 (pic de population)     | 108 520    | 67 783                 |
| 1872                         | 95 003     | 59 377                 |
| 1936                         | 70 944     | 44 340                 |
| 1954                         | 66 621     | 41 638                 |
| 1962                         | 61 670     | 38 520                 |
| 1968                         | 54 029     | 33 747                 |
| 1975                         | 40 466     | 25 275                 |
| 1982                         | 33 990     | 21 230                 |
| 1990                         | 32 226     | 20 129                 |
| 1999                         | 30 675     | 19 160                 |
| 2006                         | 29 138     | 18 211                 |
| 2011                         | 27 887     | 17 429                 |
| 2017                         | 28 370     | 17 731                 |

Note : La population maximum du 4e arrondissement est en réalité atteinte avant 1861.
Cependant, l'arrondissement ayant été créé en 1860, l'on ne dispose pas de données fiables avant cette date.

### Population par quartier
| Année                    | Saint-Merri (superficie : 31,3 ha) | Saint-Merri (superficie : 31,3 ha) | Saint-Merri (superficie : 31,3 ha) | Saint-Gervais (superficie : 42,2 ha) | Saint-Gervais (superficie : 42,2 ha) | Saint-Gervais (superficie : 42,2 ha) | l'Arsenal (superficie : 48,7 ha) | l'Arsenal (superficie : 48,7 ha) | l'Arsenal (superficie : 48,7 ha) | Notre-Dame (superficie : 37,9 ha) | Notre-Dame (superficie : 37,9 ha) | Notre-Dame (superficie : 37,9 ha) |
| Année                    | Pop.                               | Densité (hab. par km2)             | Croissance annuelle                | Pop.                                 | Densité (hab. par km2)               | Croissance annuelle                  | Pop.                             | Densité (hab. par km2)           | Croissance annuelle              | Pop.                              | Densité (hab. par km2)            | Croissance annuelle               |
| ------------------------ | ---------------------------------- | ---------------------------------- | ---------------------------------- | ------------------------------------ | ------------------------------------ | ------------------------------------ | -------------------------------- | -------------------------------- | -------------------------------- | --------------------------------- | --------------------------------- | --------------------------------- |
| 1861 (pic de population) | 24 468                             | —                                  | création                           | 37 372                               | —                                    | création                             | 14 804                           | —                                | création                         | 20 930                            | —                                 | création                          |
| 1999                     | 6 523                              | 20 840                             | —                                  | 10 487                               | 25 088                               | —                                    | 9 474                            | 19 454                           | —                                | 4 087                             | 10 784                            | —                                 |

## Administration
Les personnalités exerçant une fonction élective dont le mandat est en cours et en lien direct avec le territoire du 4e arrondissement de Paris sont les suivantes :
| Élection     | Territoire                                               | Titre                 | Nom               | Tendance politique | - | Début de mandat | Fin de mandat |
| ------------ | -------------------------------------------------------- | --------------------- | ----------------- | ------------------ | - | --------------- | ------------- |
| Municipales  | Paris Centre                                             | Maire de Paris Centre | Ariel Weil        | PS                 |   | juillet 2020    | 2026          |
| Municipales  | Ville de Paris (2 conseillers de Paris dans le 4e arrdt) | Maire de Paris        | Anne Hidalgo      | PS                 |   | juillet 2020    | 2026          |
| Législatives | 7e circonscription                                       | Député                | Emmanuel Grégoire | PS                 |   | 18 juillet 2024 | 2029          |

### Maires de 1983 à 2020

Maire (PS) du 4e arrdt : Ariel Weil.

Depuis le 11 juillet 2020, il n'y a plus d'administration de l'arrondissement.
| Élection | Identité             | Parti | Notes                                                                            |
| -------- | -------------------- | ----- | -------------------------------------------------------------------------------- |
| 1983     | Pierre-Charles Krieg | RPR   | Élu en 1983, 1989 et 1995. Il a démissionné quelques mois avant sa mort en 1997. |
| 1997     | Lucien Finel         | UDF   | En remplacement de Pierre-Charles Krieg, démissionnaire.                         |
| 2001     | Dominique Bertinotti | PS    | Élue en 2001 et 2008.                                                            |
| 2012     | Christophe Girard    | PS    | En remplacement de Dominique Bertinotti, démissionnaire. Réélu en 2014.          |
| 2017     | Ariel Weil           | PS    | En remplacement de Christophe Girard, démissionnaire.                            |

### Représentation politique
(août 2025).
| Secteur       | Arrondissement | Conseillers de Paris | Conseillers de Paris | Conseillers de Paris | Conseillers d'arrondissement | Conseillers d'arrondissement | Conseillers d'arrondissement | Nombre d'élus par arrondissement | Nombre d'élus par arrondissement | Nombre d'élus par arrondissement | Habitants par conseiller de Paris | Habitants par conseiller de Paris |
| Secteur       | Arrondissement | de 1983 à 2014       | de 2014 à 2020       | depuis 2020          | avant 2014                   | de 2014 à 2020               | depuis 2020                  | avant 2014                       | de 2014 à 2020                   | depuis 2020                      | en 2015,                          | en 2021,                          |
| ------------- | -------------- | -------------------- | -------------------- | -------------------- | ---------------------------- | ---------------------------- | ---------------------------- | -------------------------------- | -------------------------------- | -------------------------------- | --------------------------------- | --------------------------------- |
| Paris Centre  | 1er            | 3                    | 1                    | 8                    | 10                           | 10                           | 16                           | 13                               | 11                               | 24                               | 16 545                            | 12 269                            |
| Paris Centre  | 2e             | 3                    | 2                    | 8                    | 10                           | 10                           | 16                           | 13                               | 12                               | 24                               | 10 398                            | 12 269                            |
| Paris Centre  | 3e             | 3                    | 3                    | 8                    | 10                           | 10                           | 16                           | 13                               | 13                               | 24                               | 11 683                            | 12 269                            |
| Paris Centre  | 4e             | 3                    | 2                    | 8                    | 10                           | 10                           | 16                           | 13                               | 12                               | 24                               | 13 573                            | 12 269                            |
| 5e            | 5e             | 4                    | 4                    | 4                    | 10                           | 10                           | 10                           | 14                               | 14                               | 14                               | 14 833                            | 14 210                            |
| 6e            | 6e             | 3                    | 3                    | 3                    | 10                           | 10                           | 10                           | 13                               | 13                               | 13                               | 14 143                            | 13 403                            |
| 7e            | 7e             | 5                    | 4                    | 4                    | 10                           | 10                           | 10                           | 15                               | 14                               | 14                               | 13 533                            | 11 987                            |
| 8e            | 8e             | 3                    | 3                    | 3                    | 10                           | 10                           | 10                           | 13                               | 13                               | 13                               | 12 231                            | 11 708                            |
| 9e            | 9e             | 4                    | 4                    | 4                    | 10                           | 10                           | 10                           | 14                               | 14                               | 14                               | 14 852                            | 14 738                            |
| 10e           | 10e            | 6                    | 7                    | 7                    | 12                           | 14                           | 14                           | 18                               | 21                               | 21                               | 13 110                            | 11 935                            |
| 11e           | 11e            | 11                   | 11                   | 11                   | 22                           | 22                           | 22                           | 33                               | 33                               | 33                               | 13 621                            | 12 962                            |
| 12e           | 12e            | 10                   | 10                   | 10                   | 20                           | 20                           | 20                           | 30                               | 30                               | 30                               | 14 234                            | 14 095                            |
| 13e           | 13e            | 13                   | 13                   | 13                   | 26                           | 26                           | 26                           | 39                               | 39                               | 39                               | 14 094                            | 13 719                            |
| 14e           | 14e            | 10                   | 10                   | 10                   | 20                           | 20                           | 20                           | 30                               | 30                               | 30                               | 13 999                            | 13 637                            |
| 15e           | 15e            | 17                   | 18                   | 18                   | 34                           | 36                           | 36                           | 51                               | 54                               | 54                               | 13 055                            | 12 653                            |
| 16e           | 16e            | 13                   | 13                   | 13                   | 26                           | 26                           | 26                           | 39                               | 39                               | 39                               | 12 730                            | 12 466                            |
| 17e           | 17e            | 13                   | 12                   | 12                   | 26                           | 24                           | 24                           | 39                               | 36                               | 36                               | 14 044                            | 13 701                            |
| 18e           | 18e            | 14                   | 15                   | 15                   | 28                           | 30                           | 30                           | 42                               | 45                               | 45                               | 13 172                            | 12 563                            |
| 19e           | 19e            | 12                   | 14                   | 14                   | 24                           | 28                           | 28                           | 36                               | 42                               | 42                               | 13 261                            | 12 973                            |
| 20e           | 20e            | 13                   | 14                   | 14                   | 26                           | 28                           | 28                           | 39                               | 42                               | 42                               | 13 968                            | 13 558                            |
| Nombre d'élus | Nombre d'élus  | 163                  | 163                  | 163                  | 354                          | 364                          | 340                          | 517                              | 527                              | 503                              | 13 537                            | 13 087                            |

- Sous-représentation supérieure de 5 % à la moyenne.
- Sur-représentation supérieure de 5 % à la moyenne.

### Tendances et résultats
| Scrutin             | Scrutin             | 1er tour | 1er tour  | 1er tour | 1er tour | 1er tour | 1er tour | 1er tour | 1er tour | 1er tour | 1er tour | 1er tour | 1er tour | 2d tour        | 2d tour        | 2d tour        | 2d tour        | 2d tour        | 2d tour        |
| Scrutin             | Scrutin             | 1er      | 1er       | %        | 2e       | 2e       | %        | 3e       | 3e       | %        | 4e       | 4e       | %        | 1er            | 1er            | %              | 2e             | 2e             | %              |
| ------------------- | ------------------- | -------- | --------- | -------- | -------- | -------- | -------- | -------- | -------- | -------- | -------- | -------- | -------- | -------------- | -------------- | -------------- | -------------- | -------------- | -------------- |
| Présidentielle 2017 | Présidentielle 2017 |          | EM        | 40,92    |          | LR       | 26,19    |          | LFI      | 15,42    |          | PS       | 9,07     |                | EM             | 90,49          |                | FN             | 9,51           |
| Présidentielle 2022 | Présidentielle 2022 |          | LREM      | 41,35    |          | LFI      | 23,62    |          | REC      | 8,44     |          | EELV     | 8,40     |                | LREM           | 86,54          |                | RN             | 13,46          |
| Législatives 2022   | 7e                  |          | LFI-Nupes | 31,84    |          | Ren-Ens  | 42,02    |          | LR       | 7,29     |          | REC      | 5,11     |                | Ren            | 60,18          |                | LFI            | 39,82          |
| Législatives 2024   | 7e                  |          | PS-NFP    | 50,19    |          | Ren-Ens  | 39,08    |          | RN       | 10,00    |          | LR       | 6,96     | Pas de 2d tour | Pas de 2d tour | Pas de 2d tour | Pas de 2d tour | Pas de 2d tour | Pas de 2d tour |

## Institutions publiques
- Atelier parisien d'urbanisme ;

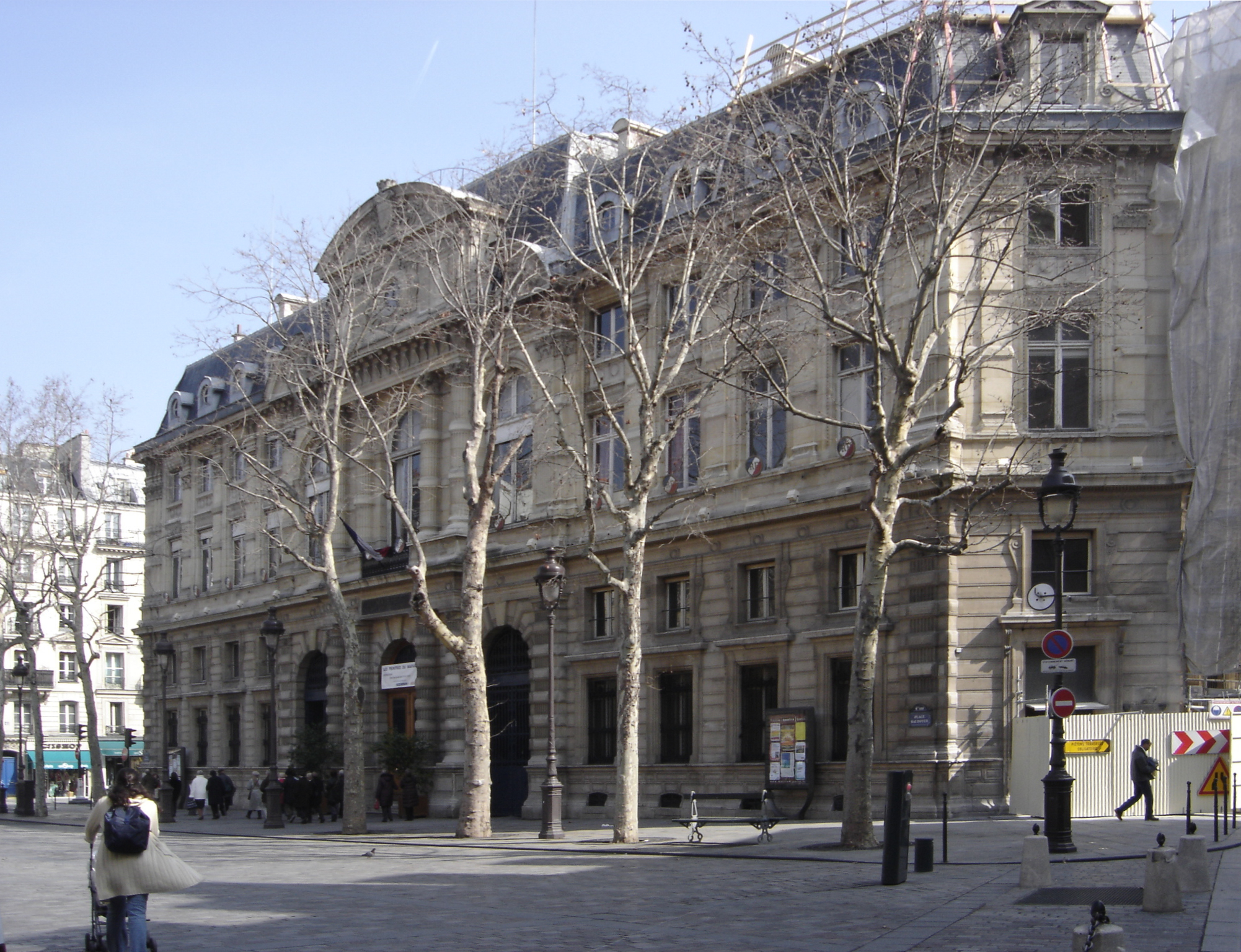
La mairie d'arrondissement conçue par l'architecte Antoine-Nicolas Bailly.

- Hôtel de ville de Paris, mairie de Paris ;
- Préfecture de Paris ;
- Préfecture de police.

### Principaux édifices

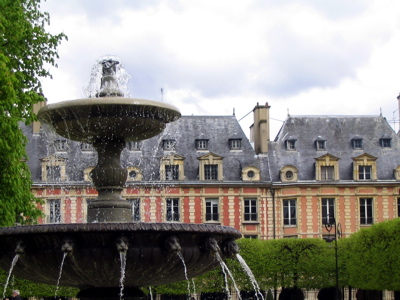
La place des Vosges.

#### Édifices religieux
- Cathédrale Notre-Dame
- Église Saint-Gervais-Saint-Protais
- Église Saint-Louis-en-l'Île
- Église Saint-Paul-Saint-Louis
- Église Saint-Merri
- Église luthérienne et cloître des Billettes
- Synagogue de la rue des Tournelles
- Synagogue de la place des Vosges
- Temple protestant du Marais, ancien couvent de la Visitation Sainte-Marie
- Tour Saint-Jacques

#### Musées et institutions culturelles
- Centre national d'art et de culture Georges-Pompidou et musée national d'art moderne
- Bibliothèque de l'Arsenal
- Bibliothèque Baudoyer
- Bibliothèque Forney
- Bibliothèque historique de la ville de Paris
- Pavillon de l'Arsenal
- Pôle Simon Lefranc, centre d'animation de la ville de Paris

#### Monuments et édifices civils
- Colonne de Juillet, place de la Bastille
- Vestiges de l'enceinte de Philippe Auguste
- Hôtel-Dieu, le plus ancien hôpital de la capitale
- Hôtel de Beauvais et Cour administrative d'appel de Paris
- Hôtel de Sully et Centre des monuments nationaux
- Hôtel de Sens et Bibliothèque Forney
- Hôtel d'Aumont et Tribunal administratif de Paris
- Mémorial de la Shoah
- Lycée Charlemagne
- Tribunal de commerce
- Préfecture de police
- Crédit municipal de Paris
- Ancienne Sous-station électrique Bastille (Inscrite ISMH), réalisée par l'architecte Paul Friesé, Boulevard Bourdon.
- Hôtel de ville de Paris
- Bazar de l'Hôtel de Ville
- Quartier des Célestins de la Garde républicaine

#### Places
- Place des Vosges
- Parvis Notre-Dame - place Jean-Paul-II
- Place de l'Hôtel-de-Ville
- Place de la Bastille
- Place des Combattantes-et-Combattants-du-Sida (Pletzl)

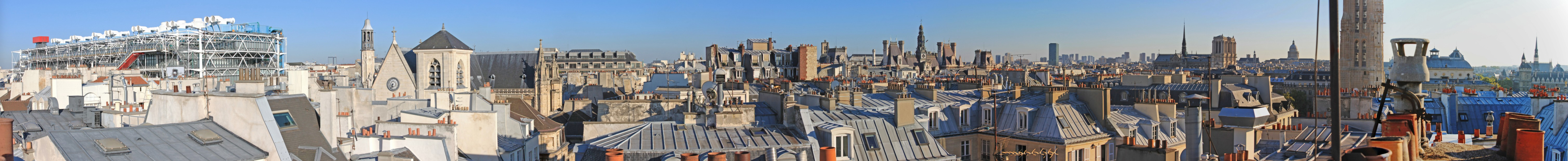
Vue depuis un toit sur de nombreux monuments de l'arrondissement : Centre G. Pompidou, église Saint-Merri, Hôtel-de-Ville, Notre-Dame, tour Saint-Jacques, théâtre de la Ville.

- Parvis des 260-Enfants

- Cimetières

## Principales rues
- Rue des Archives
- Rue d'Arcole
- Place de la Bastille
- Rue Beaubourg
- Boulevard Beaumarchais
- Rue des Blancs-Manteaux
- Boulevard Bourdon
- Rue du Bourg-Tibourg
- Quai des Célestins
- Rue Chanoinesse
- Rue des Chantres
- Rue de la Cité
- Rue du Cloître-Notre-Dame
- Rue de la Colombe
- Quai de la Corse
- Rue des Deux-Ponts
- Rue des Écouffes
- Rue Ferdinand-Duval
- Quai aux Fleurs
- Rue François-Miron
- Rue des Francs-Bourgeois
- Quai de Gesvres
- Boulevard Henri-IV
- Quai Henri-IV
- Rue des Hospitalières-Saint-Gervais
- Place de l'Hôtel-de-Ville
- Quai de l'Hôtel-de-Ville
- Rue des Lombards
- Rue de Lutèce
- Quai du Marché-Neuf
- Boulevard Morland
- Parvis Notre-Dame - place Jean-Paul-II
- Rue Pavée
- Place Georges-Pompidou
- Rue Quincampoix
- Rue Rambuteau
- Rue du Renard
- Rue de Rivoli
- Rue des Rosiers
- Rue Saint-Antoine
- Rue Saint-Louis-en-l'Île
- Rue Saint-Martin
- Rue Saint-Paul
- Rue Sainte-Croix-de-la-Bretonnerie
- Rue du Temple
- Rue de Turenne
- Rue des Ursins
- Rue Vieille-du-Temple
- Rue du Roi de Sicile

## Transports en commun

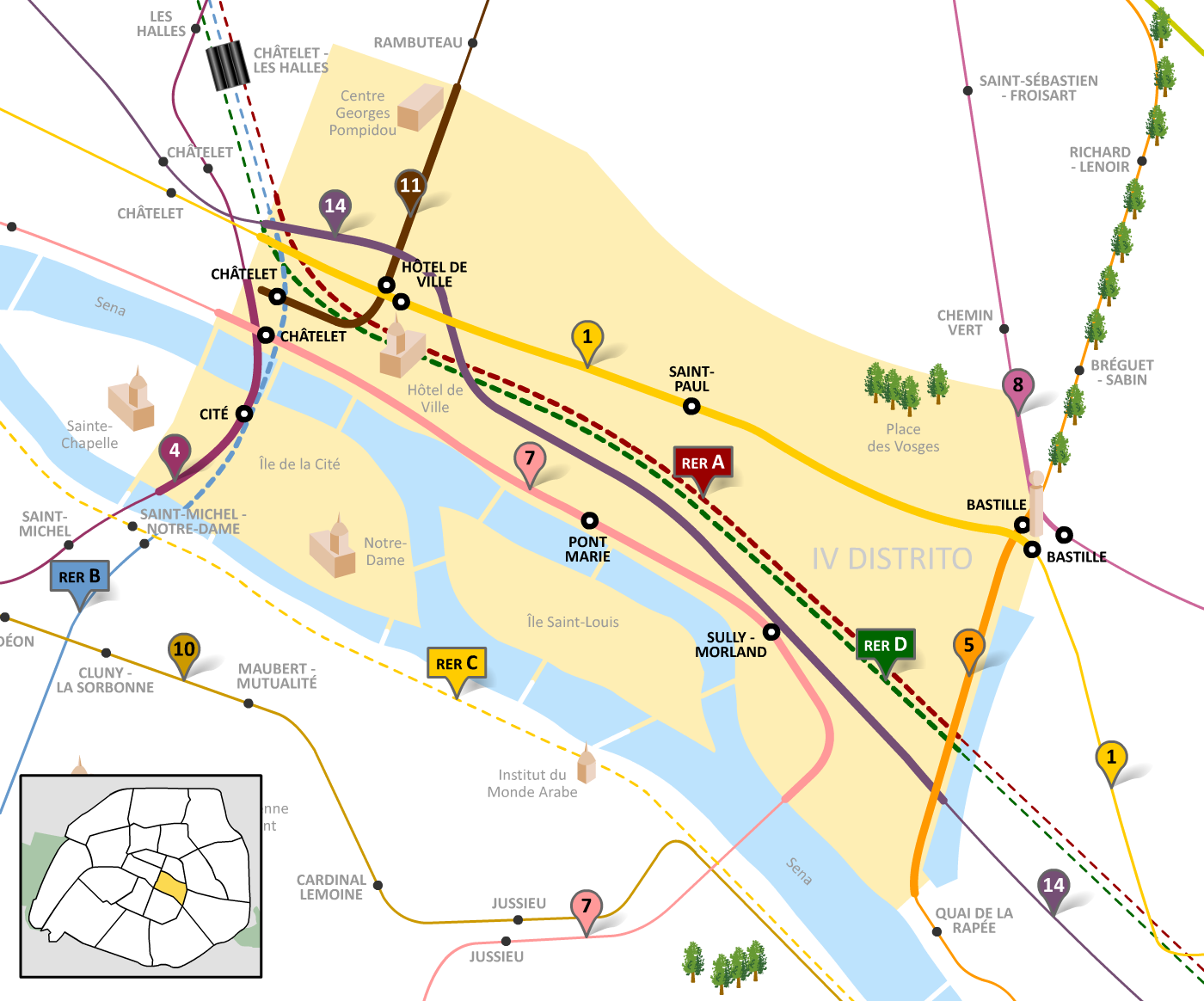

- (Châtelet, Hôtel de Ville, Saint-Paul et Bastille)
- (Châtelet et Cité)
- (Bastille, Quai de la Râpée)
- (Châtelet, Pont Marie et  Sully - Morland)
- (Bastille)
- (Châtelet, Hôtel de Ville et Rambuteau)
- (Châtelet)
- (Châtelet - les Halles)
- (St-Michel)

Le 4e arrondissement est également desservi par les lignes du réseau de bus RATP suivantes : 21, 27, 29, 38, 47, 58, 67, 69, 70, 72, 74, 75, 76, 85, 86, 87, 91 et 96.

## Économie
En 2011, le revenu fiscal médian par ménage était de 37 558 €, ce qui place le 4e arrondissement au 9e rang parmi les vingt arrondissements de Paris.

## Personnalités nées et décédées dans l'arrondissement

### Personnalités notables nées dans l'arrondissement
- Victor Gustave Robin (17 mai 1855-1897), mathématicien.
- Léon Daudet (16 novembre 1867-1942), écrivain, journaliste et homme politique.
- Georgette Agutte (17 mai 1867-1922), peintre.
- Adam Ludwik Czartoryski (5 novembre 1872-1937), collectionneur d'art polonais.
- Octave Denis Victor Guillonnet (22 septembre 1872-1967), peintre.
- Léon Arvel (29 avril 1873-1956), acteur.
- Lucien Rozenberg (11 janvier 1874-1947), acteur.
- Georges Boussenot (25 juillet 1876-1974), homme politique et journaliste.
- Gaston Prost (5 août 1881-1967}), peintre et lithographe.
- Bernard Boutet de Monvel (9 août 1881-1949), peintre.
- Marcel Allain (15 septembre 1885-1969), écrivain.
- Émile Bestel (31 octobre 1886-1954), syndicaliste et homme politique.
- Eugène Criqui (15 août 1893-1977), boxeur.
- Suzanne Briet (1er février 1894-1989), bibliothécaire.
- Jacob Kaplan (5 novembre 1895-1994), grand-rabbin de France.
- Amélie Bleibtreu (5 juillet 1922-2019), militante trotskiste et syndicaliste.
- Serge Dassault (4 avril 1925-2018), chef d'entreprise et homme politique.
- Serge Gainsbourg (2 avril 1928-1991), chansonnier. Il a résidé pendant de nombreuses années dans la cité internationale des arts, rue de l'Hôtel-de-Ville.
- Georges Kiejman (1932-2023), avocat et homme politique français.
- Liliane Rovère (30 janvier 1933-), actrice.
- Henri Attal (13 mai 1936-2013), acteur.
- Isabelle Morini-Bosc (1er octobre 1956-), journaliste.
- Sami Naceri (2 juillet 1961-), Acteur
- Rokhaya Diallo (10 avril 1978-), militante antiraciste.
- François Ploton-Nicollet (31 janvier 1980-), latiniste.
- Camille Lellouche, née le 10 juin 1986-), actrice, humoriste et chanteuse.
- Emma Watson (15 avril 1990-), actrice.

### Personnalités notables décédées dans l'arrondissement
- Raymond Aron (1905-17 octobre 1983), sociologue.